# 天下祭
天下祭（てんかまつり）または御用祭（ごようまつり）とは、江戸時代以来続いている江戸（東京）の代表的な祭礼である。江戸の総鎮守と称された神田明神の神田祭と、徳川家の産土神とされた山王権現（日枝神社）の大祭である山王祭を主に指す。

## 概要
江戸時代の正徳4年（1714年）9月に根津権現（根津神社）の祭礼である根津祭が天下祭に一度加えられたことがあったが、天下祭の名称は永く神田祭と山王祭が独占する所となった。この両社は江戸城を守護する神社として徳川将軍家からも崇敬され、祭の際には両祭の山車が江戸城に入って将軍に拝謁する事が許されていたからであると思われる。
この他に江戸一帯の名だたる大祭として、赤坂の氷川明神祭、牛込の赤城明神祭、小石川の白山明神祭、本郷の湯島天満宮祭、下谷の下谷稲荷祭、浅草の鳥越明神及び三社権現祭、向島の牛御前祭、深川の富岡八幡宮祭（深川祭）、亀戸の亀戸天満宮祭、王子の王子権現祭などがあり、これらは江戸の年中行事のひとつとされたが、中でも天下祭がとりわけ隆盛を極めていたとされる。
天下祭（神田祭・山王祭）と富岡八幡宮の深川祭を指して江戸三大祭と称される。